# Núcleos da ponte
Os núcleos da ponte (também chamados de núcleos pontinos ou griseum pontis) são núcleos neuronais da região encefálica da ponte envolvidos na atividade motora. Os núcleos pontinos estão localizados na ponte ventral. As fibras corticopontinas carregam informações do córtex motor primário para o núcleo pontino ipsilateral na ponte ventral, e a projeção pontocerebelar então carrega essas informações para o cerebelo contralateral por meio do pedúnculo cerebelar médio. A extensão desses núcleos na medula oblonga são denominados núcleos arqueados da medula que têm a mesma função. 
Eles, portanto, permitem a modificação das ações à luz de resultados, ou correção de erros, e são, portanto, importantes no aprendizado de habilidades motoras. 